# Diversidad sexual en Trinidad y Tobago
Las personas lesbianas, gays, bisexuales y transgénero (LGBT) en Trinidad y Tobago enfrentan desafíos legales que no experimentan los residentes no LGBT. Los hogares encabezados por parejas del mismo sexo no tienen derecho a los mismos derechos y beneficios que las parejas del sexo opuesto. Existe sólo una protección limitada basada en la orientación sexual en dos leyes específicas.
En abril de 2018, el Tribunal Superior de Trinidad y Tobago declaró inconstitucional la ley de sodomía del país, ya que infringía los derechos de los ciudadanos LGBT y criminalizaba los actos sexuales consentidos entre adultos. La ley estipulaba que los culpables de sodomía serían condenados a 25 años de prisión, mientras que otros actos sexuales (como el sexo oral) conllevaban una pena de 5 años. En 2016, el primer ministro Keith Rowley dijo que “el Estado tiene el deber de no perseguir a los ciudadanos, independientemente de con quién se acuesten”. Sin embargo, en marzo de 2025, el Tribunal de Apelaciones revocó esta decisión, haciendo que la sodomía y la indecencia grave volvieran a ser ilegales en Trinidad y Tobago.

## Legalidad de la actividad sexual entre personas del mismo sexo
El Código Penal de Trinidad y Tobago prohibió el sexo anal y el sexo oral entre cualquier sexo antes de la derogación judicial de la prohibición en 2018.
Antes de 2018, la Sección 13 de la Ley de Delitos Sexuales de 1986 (reforzada en 2000) penalizaba la "sodomía", con 25 años de prisión. En teoría, la ley castigaba también el sexo oral y anal entre heterosexuales.
En marzo de 2025, el Tribunal de Apelación revocó la sentencia que despenalizaba la sodomía, pero sustituyó su pena por una pena máxima de cinco años. En la misma sentencia, el tribunal restableció el artículo 61 de la Ley de Delitos contra la Persona de 1925, manteniendo la prohibición legal de los actos de indecencia grave con una pena de hasta dos años de prisión.

### Aplicación
El Gobierno de Trinidad y Tobago no se ha centrado en los homosexuales en virtud de las leyes de "sodomía" o "indecencia grave"; sin embargo, en casos históricos limitados, las personas habían sido acusadas y condenadas por estos delitos cuando se combinaban con otros delitos graves.

### Esfuerzos de despenalización
El 21 de febrero de 2017, el activista LGBT nacido en Trinidad, Jason Jones, presentó un caso ante el Tribunal Superior de Trinidad y Tobago para que se declararan nulas y sin efecto tanto la Sección 13 como la Sección 16. El 30 de enero de 2018 se llevó a cabo una audiencia sobre el caso. Antes de que se dictara la sentencia, grupos evangélicos instaron al Tribunal Superior a mantener intacta la ley de sodomía, llamando al matrimonio entre personas del mismo sexo "un cáncer" y afirmando que "Dios visitaría su ira" sobre Trinidad y Tobago y conduciría a más desastres naturales y destrucción". Argumentaron que si las personas LGBT ya no fueran delincuentes, esto violaría sus creencias religiosas.
La sentencia fue dictada por la jueza Devindra Rampersad el 12 de abril de 2018. Rampersad "revocó los artículos 13 y 16 de la Ley de delitos sexuales" y dictaminó que la ley violaba los derechos humanos a la privacidad y la expresión. Declaró estas dos secciones "inconstitucionales, ilegales, nulas, sin valor, inválidas y sin efecto" y comparó los prejuicios contra los homosexuales con los contra los negros durante el apartheid y contra los judíos durante el Holocausto. Los activistas LGBT afuera del juzgado vitorearon cuando se anunció la decisión. Más tarde ese mismo día, algunos simpatizantes LGBT fueron atacados físicamente y golpeados por manifestantes anti-gay.
El fallo pudo servir como precedente para que otras naciones insulares del Caribe, incluidas Antigua y Barbuda, Barbados, Dominica, Granada, Jamaica, San Cristóbal y Nieves, Santa Lucía y San Vicente y las Granadinas, despenalicen la homosexualidad. Activistas LGBT en estos países también celebraron el fallo.
La sentencia definitiva sobre cómo abordar los ahora inconstitucionales artículos 13 y 16 estaba prevista para julio, pero luego se aplazó al 20 de septiembre. En ese momento, se decidiría si deben modificarse para eliminar partes pertenecientes a adultos que consienten o si deben derribarse en su totalidad. También se decidirán los costos. El 20 de septiembre, Rampersad modificó los dos apartados e introdujo el concepto de consentimiento. La Sección 12 ahora dice: "En esta sección, "sodomía" significa relaciones sexuales sin consentimiento por vía anal de una persona de sexo masculino con una persona de sexo masculino o de un hombre con una persona de sexo femenino", y la Sección 16 dice: "Una persona que comete un acto de indecencia grave en o hacia otro está sujeto a pena de prisión de cinco años... no se aplica a un acto de indecencia grave cometido en privado entre (a) un esposo y su esposa; (b) personas, cada una de las cuales tiene dieciséis años de edad o más, que consienten en la comisión del acto..." Rampersad también se negó a otorgar al estado una suspensión de 45 días para apelar.
No obstante, el Gobierno de Trinidad y Tobago ha anunciado su intención de apelar el fallo ante el Privy Council, con sede en Londres. El fiscal general Faris Al-Rawi dijo que "si deja este asunto simplemente a nivel de sentencia del Tribunal Superior, puede correr el riesgo de que otro juez del Tribunal Superior tenga un punto de vista contradictorio. Por lo tanto, el papel del gobierno es importante en la apelación para que la ley deba ser resuelta". La apelación del estado estaba programada para ser escuchada en la segunda mitad de 2019, con el juez de apelaciones Gregory Smith dando a la Oficina del Fiscal General hasta mayo para presentar el expediente de apelación del caso. Sin embargo, el Consejo Privado podría tardar de tres a cuatro años en tomar una decisión.
El 26 de marzo de 2025, el Tribunal de Apelaciones revocó el fallo, al considerar que las prohibiciones de la sodomía y la indecencia grave estaban amparadas por la "cláusula de salvaguardia" de la Constitución, que protege las leyes anteriores a la independencia de cualquier impugnación constitucional. Jones anunció inmediatamente su intención de apelar la decisión ante el Consejo Privado de Londres, el máximo tribunal de Trinidad y Tobago.

## Reconocimiento de las relaciones entre personas del mismo sexo
Trinidad y Tobago no reconoce el matrimonio entre personas del mismo sexo ni las uniones civiles.
En julio de 2018, el juez Frank Seepersad del Tribunal Superior de San Fernando aprobó una orden para resolver una disputa de propiedad entre dos personas homosexuales que tenían una relación tanto personal como comercial. Citando que la igualdad ante la ley en materia de propiedad y herencia no debe variar entre parejas homosexuales y heterosexuales, Seepersad señaló el trato desigual bajo la ley actual. Las partes en el litigio ante el tribunal redactaron un acuerdo consensuado para resolver su disputa de propiedad. Si no hubieran llegado a un acuerdo, Seepersad advirtió que "el tribunal habría tenido que basarse en la ley de fideicomisos y adoptar aplicaciones innovadoras o radicales para garantizar que se desarrollara el derecho consuetudinario para determinar qué sucede con la propiedad después de la disolución de una unión del mismo sexo".

## Adopción y crianza
Las parejas del mismo sexo no pueden adoptar legalmente en Trinidad y Tobago.
Si bien no está explícitamente prohibido ni regulado por la ley, el Centro de Fertilidad de Barbados, que tiene una clínica en Saint Augustine, ofrece tratamientos de fertilización in vitro e inseminación artificial a parejas de lesbianas y arreglos de subrogación gestacional a parejas de hombres homosexuales.

## Legislación contra la discriminación
No existe protección legal amplia contra la discriminación LGBTI mediante una ley antidiscriminación. La Ley de Igualdad de Oportunidades (2000) establece explícitamente que "sexo" no incluye la "preferencia u orientación sexual" como condición protegida.
Existe protección legal limitada basada en la orientación sexual bajo la Ley de Mediación de 2004, y como “información personal sensible” bajo la Ley de Protección de Datos de 2011.

### Donación de sangre
Según el sitio web del Ministerio de Salud, los posibles donantes que hayan tenido relaciones sexuales entre hombres tienen una prórroga de tres meses a partir de su último encuentro íntimo.

## Prohibición de inmigración
Bajo la Sección 8 de la Ley de Inmigración, los hombres y mujeres homosexuales que no son ciudadanos no pueden ingresar a Trinidad y Tobago. Sin embargo, no se sabe que esta ley haya sido aplicada.
(1) Salvo lo dispuesto en la subsección (2), se prohíbe la entrada a Trinidad y Tobago de las personas descritas en esta subsección, que no sean ciudadanos y, sujeto a la sección 7(2), residentes, a saber:
*   *   *   *
(e) ... homosexuales o personas que viven de las ganancias de ... homosexuales, o personas de las que se sospeche razonablemente que vienen a Trinidad y Tobago para estos u otros fines inmorales...

### Aplicación
No se sabe si se ha aplicado la ley que prohíbe la inmigración. En 2007, una campaña abierta se opuso a la entrada del músico británico Elton John al país; esto fue dirigido por la Iglesia Anglicana local, en particular el Archidiácono Philip Isaac. El Parlamento de Trinidad y Tobago rechazó el llamado para prohibir la entrada a Elton John y el concierto se llevó a cabo según lo planeado en mayo de 2007.

### Esfuerzos de derogación
En 2013, el activista jamaicano Maurice Tomlinson presentó un desafío a la prohibición de inmigración tanto en Trinidad y Tobago como en Belice. Tomlinson pidió a Jamaica, su país de origen, que insista en que se eliminen las prohibiciones de viaje de estos países en base a las disposiciones de la CARICOM para la libre circulación de ciudadanos de los países miembros. Jamaica se negó y Tomlinson solicitó a la Corte de Justicia del Caribe (CJC) permiso para presentar el caso directamente ante ellos. En mayo de 2014, a Tomlinson se le concedió permiso para impugnar las leyes de inmigración de ambos países. En octubre de 2014, CARICOM se unió al caso como parte interesada apoyando los argumentos de Tomlinson. El 18 de marzo de 2015 se conoció la impugnación alegando que las prohibiciones migratorias vulneran los derechos de libre circulación de los ciudadanos caribeños contenidos en el Tratado de Chaguaramas. El 10 de junio de 2016, la CJC dictaminó que ni Trinidad y Tobago ni Belice habían violado la libertad de movimiento de Tomlinson y desestimó su caso. Como aclaración, la sentencia señaló que ningún estado puede prohibir que los homosexuales de los países de CARICOM ingresen a sus países debido a las obligaciones de sus tratados, "sin perjuicio de sus leyes que prohíben la entrada de homosexuales".

## Opinión pública
Una encuesta realizada por la Universidad de Vanderbilt en 2010 encontró que el 15,4% de la población de Trinidad y Tobago apoyaba el matrimonio entre personas del mismo sexo.
Una encuesta de ONUSIDA realizada en 2013 encontró que el 38 % de las personas en Trinidad y Tobago cree que la discriminación basada en la orientación sexual es inaceptable, mientras que el 16 % considera que acepta o tolera a los homosexuales.

## Declaraciones políticas públicas sobre los derechos LGBT
En diciembre de 2012, la primera ministra Kamla Persad-Bissessar respondió a una carta en protesta por las leyes contra los homosexuales del país afirmando:

Con respecto a las inquietudes planteadas en su carta con respecto a aspectos de la Ley de Delitos Sexuales y la Ley de Inmigración de T&T que pueden tener como objetivo a personas que se identifican como lesbianas, gays, bisexuales o transgénero (LGBT), deseo asegurarles que se está prestando la debida atención a estas cuestiones por mi Gobierno. No apoyo la discriminación de ninguna forma contra ninguna persona, independientemente de su identidad de género u orientación sexual. Comparto su opinión de que la estigmatización de la homosexualidad en Trinidad y Tobago es un asunto que debe abordarse sobre la base de los derechos humanos y la dignidad a los que todo individuo tiene derecho según el derecho internacional. Como tal, me complace informarles que le he encomendado a mi Ministra de Género, Juventud y Desarrollo Infantil, la Honorable Senadora Marlene Coudray, preparar y presentar una política nacional de género al Gabinete durante los próximos meses. Se espera que, una vez adoptada, esta política forje el camino a seguir para Trinidad y Tobago, ya que mi gobierno busca poner fin a toda discriminación basada en el género o la orientación sexual.

En junio de 2016, el primer ministro Keith Rowley respondió sobre la cuestión de la protección de los ciudadanos LGBT:

Quiero dejar muy claro que todo ciudadano de Trinidad y Tobago, independientemente de quién sea, tendrá la protección de la Constitución escrita. Todas las agencias estatales tienen el deber de proteger a todos los ciudadanos de Trinidad y Tobago, independientemente de con quién se acuesten.

## Condiciones sociales
Trinidad y Tobago se considera un destino "relativamente seguro" para los viajeros homosexuales.

### Activismo
Existen algunas organizaciones LGBT en Trinidad y Tobago. La Coalición de Defensa de la Inclusión de la Orientación Sexual (Coalition Advocating for Inclusion of Sexual Orientation, CAISO) se fundó en 2009 debido a un estudio realizado a principios de ese mismo año por la Universidad de las Indias Occidentales para el Ministerio de Desarrollo Social que concluyó que cuatro de cada cinco trinitenses creían en negar los derechos o la igualdad de alguien basada en la orientación sexual. CAISO busca alentar la discusión pública sobre temas de sexualidad e incluir la orientación sexual en las protecciones legislativas contra la discriminación.
Otros grupos LGBT incluyen "I Am ONE Trinidad and Tobago", que busca abordar las necesidades de las minorías sexuales y de género mediante la construcción de una comunidad y brindando espacios seguros, educación y plataformas expresivas para el empoderamiento; Silver Lining Foundation, que busca terminar con el acoso contra los jóvenes LGBT; y el Proyecto de la Fundación FreePride de Trinidad y Tobago, que aboga por la igualdad, los derechos humanos y el bienestar de la comunidad no heterosexual marginada. La Coalición Transgénero de Trinidad y Tobago (Trinidad and Tobago Transgender Coalition) aboga en nombre de las personas transgénero.
Trinidad y Tobago organizó su primer desfile del orgullo el 27 de julio de 2018 en el Parque Nelson Mandela en Puerto España. Al expresar su opinión sobre la marcha, el arzobispo católico, el reverendo Jason Gordon, dijo: "Trninidad y Tobago es una democracia y, como tal, los miembros de la sociedad tienen derecho a protestar cuando crean que sus derechos no se respetan o violan. (La) comunidad LGBT+ tiene varias áreas donde existe una preocupación legítima y estas deben ser tomadas en serio por el país y por el gobierno y la gente de Trinidad y Tobago".